# Punto de comercio virtual
Un punto comercial virtual (en inglés, virtual trading point o VTP)es un hub no-físico comerciar en mercados de gas natural, para el que " hay un punto de comercial virtual (PCV) para cada área de mercado, representando todos los puntos de entrada y de salida en aquella área de mercado."

## Ejemplos
- National Balancing Point (Reino Unido).
- Facilidad de Transferencia de Títulos (Holanda).
- Zeebrugge Hub (Bélgica).
- PEG Nord (Francia).
- PEG Sud (Francia), antes del 1 de abril de 2015.
- PEG TIGF (Francia), antes del 1 de abril de 2015.
- TRS (Francia), desde el 1 de abril de 2015.
- MS-ATR (España).
- Punto di Scambio Virtuale (Italia).
- Gaspool (Alemania).
- NetConnect Germany (Alemania).
- Central European Gas Hub (Austria).